# Contea di Hadong
La contea di Hadong (Hadong-gun; 하동군; 河東郡) è una delle suddivisioni della provincia sudcoreana del Sud Gyeongsang.